# Роман (Копа)
Рома́н Копа́ (или Капа́; 1677 — 13 сентября 1736, Киев) — архимандрит Киево-Печерской лавры.
Роман родился в семье купца, где получил воспитание и образование. В 1700 году он принял иноческий постриг в Киево-Печерской лавре, при архимандрите Иоасафе Кроковском. В 1701 году Роман возведен был в сан иеродиакона епископом Переяславским Захариею Корниловичем.
В 1716 году Роман митрополитом Иоасафом Кроковским был возведен в сан иеромонаха и вскоре назначен игуменом приписанного к Киево-Печерской лавре Змиевского Николаевского монастыря. Являясь игуменом этого монастыря, Роман был послан в 1719 году в качестве уполномоченного от Киево-Печерской лавры, к императору Петру I с просьбой подтвердить все жалованные грамоты Киево-Печерской лавры, данные правительством, но сгоревшие в большом пожаре 1718 года.
В феврале 1727 года он был представителем Киево-Печерской лавры на коронации императора Петра II-го. После этого Роман доставил, по поручению Святейшего Синода, из Москвы в Петербург 50 антиминсов. В конце этого года он подал просьбу в Синод о разрешении печатать «православным народом благопотребных книг»: молитвословов, акафистов, житий святых отец, алфавитов и тому подобного, что в следующем году было разрешено Святейшим Синодом указом 21-го февраля. После смерти архимандрита лавры Иоанникия в конце 1729 года, на это место было представлено шесть кандидатов, из них Роман был самый старый. Императрица Анна Иоанновна, по настоянию Феофана Прокоповича, назначила не предположенного лаврою Романа, а Харьковского архимандрита Платона Малиновского. Вероятно, в этом сыграло показание Романа в деле Маркелла Родышевского по обвинению Феофана Прокоповича «в противностях церковных», засвидетельствовавшего, что в библиотеке лавры имеется сочинение Афанасия Великого, переправленное (несогласно с православием) Феофаном. Братия лавры, несогласная с назначением Платона, отказалась принять последнего и отправила депутацию к императрице с прошением, «чтобы в Печерской обители Платону архимандритом не быть, а быть бы Роману». После доклад Иностранной коллегии, 18 апреля 1730 года назначение Платона было отменено, и архимандритом лавры был назначен Роман, посвящение которого было совершено Питиримом, архиепископом Нижегородским и Алатырским, 12 июня 1730 года, в церкви Московского Измайловского дворца, в присутствии императрицы Анны Иоанновны.
25 мая 1731 года архимандрит Роман заложил Лаврскую колокольню по плану архитектора Иоганна Готфрида Шейдена, при нем же был вылит для колокольни большой колокол в 1000 пудов. В октябре 1735 года Святейший Синод рассматривал дело напечатанных в Лаврской типографии «Календари или месяцесловы»; Синод приказал отменить печатание, так как эти календари представляли собой перевод с польских календарей, в них были помещены различные сведения из астрологии «и прочими тем подобными бреднишками». Роман Копа, в своих представлениях Синоду по этому поводу, указывал на распространенность и разнообразие календарей и на массу полезных в них сведений. Чем кончилось это дело, неизвестно, но это был большой нравственный удар идейному религиозному влиянию лавры. 13 сентября 1736 года «расслабляемый долгою болезнею», Роман скончался, погребен он у западной стены правого или южного придела великой церкви лавры.